# Wild Romance (band)
Wild Romance was de begeleidingsband van de Nederlandse zanger-pianist Herman Brood. Hiervan maakte tevens deel uit het zangduo De Bombitas voor de vrouwelijke vocalen.
De band ontstond in november 1976 in Groningen en heeft talloze bezettingen gekend. De naam is ontleend aan de regel and I lost my mind in a wild romance, uit een song van de Amerikaanse jazz- en blueszanger Mose Allison. Zowel Brood als manager Koos van Dijk was fan van deze zanger.
De meest bekende bezetting van de band bestond uit:
- Dany Lademacher, gitaar
- Fred 'Cavalli' van Kampen, basgitaar
- Cees 'Ani' Meerman, drums
- Monica Tjen-a-Kwoei en Dee Dee (The Bombita's), achtergrondzang

In deze bezetting bestond de band van november 1977 tot oktober 1979.
Herman Brood and His Wild Romance scoorde toen de hits Saturday Night, Still Believe, Never Be Clever en I Love You Like I Love Myself. Voor het album Shpritsz (1978) werd een gouden plaat uitgereikt, voor het album Cha Cha (1978) reikte bankrover Aage Meinesz aan Brood een platinum plaat uit.
Meerman werd in oktober 1979 opgevolgd door Peter Walrecht, en tot juni 1980 bleef de bezetting ongewijzigd. Tijdens het optreden voor Vara's Popkaravaan in 1980 was de bezetting Peter Walrecht, drums, Gerrit Veen, bas en Erwin Java, gitaar.
Daarna maakten diverse muzikanten deel uit van de band, onder wie Bertus Borgers (saxofoon), maar het succes van eind jaren zeventig werd niet meer gehaald.
Meerman, Van Kampen en Karmelk vormden in 1982 de band The Managers. Van 1986 tot 1989 keerde Meerman weer bij Wild Romance terug. Vanaf 1993 tot de dood van Brood in 2001 bestond de band uit: David Hollestelle, gitaar, Ivo Severijns, basgitaar, Guzz Genser, drums.

## Bezettingen

### Eerste bezetting
In de eerste bezetting (1976/1977) zaten:
- Erik de Zwaan,  gitaar
- Gerrit Veen, basgitaar
- Peter Walrecht, drums
- Ellen Piebes en Ria Ruiters, achtergrondzang.

Erik de Zwaan werd opgevolgd door Bernard Reinke, die kort daarop werd opgevolgd door Peter Bootsman, die op zijn beurt weer werd opgevolgd door Ferdi Karmelk. Erik de Zwaan, Peter Walrecht en Gerrit Veen spelen het album Street in. Peter Walrecht werd opgevolgd door Manuel Lopes.

### Ten tijde vanShpritsz
In 1978, tijdens de tour rondom de LP Shpritsz, was de bezetting:
- Dany Lademacher, gitaar
- Fred 'Cavalli' van Kampen, basgitaar
- Cees 'Ani' Meerman, drums
- Monica Tjen A Kwoei en Floor van Zutphen, achtergrondzang.

In 1980 verving Erwin Java gitarist Dany Lademacher, maar hij stopte een jaar later en werd vervangen door David Hollestelle. In 1983 werd Renee Lopez de nieuwe bassist.

### Rond 1986
In 1986 bestond de band uit:
- de teruggekeerde Dany Lademacher
- David Hollestelle, gitaar
- Rudy Englebert, bassist / zang
- Cees Meerman, drums / zang

### Rond 1994
In 1994 bestond de band uit:
- Dany Lademacher
- David Hollestelle, gitaar
- Ivo Severijns, bassist / zang
- Gus Genser, drums / zang
- Lies Schilp / zang
- Inge Bonthond /zang
- Boris van der Lek / saxofoon

### De Bombita's
Het zangduo De Bombita's  kende ook wisselende samenstellingen. Gedurende langere tijd ging het daarbij om de zangeressen Lies Schilp en Inge Bonthond. Zij stonden ook op het podium met Golden Earring, The Nits, Het Goede Doel, VOF De Kunst, Powerplay, André Hazes, Jan Akkerman, Frédérique Spigt, Lois Lane, Ellen Ten Damme, The Scene. Zij werden echter vooral bekend om hun optredens met Herman Brood en Gruppo Sportivo.
Een totaaloverzicht  van de Muziekencyclopedie, aangevuld met eerdergenoemde muzikanten, laat zien hoeveel muzikanten naast Herman Brood in de loop van de tijd deel uitmaakten van de band (in deze tabel in alfabetische volgorde):
| gitaar            | drums                  | basgitaar          | achtergrondzang     | percussie            | saxofoon          |
| Peter Bootsman    | Roy Bakker             | Freddie Cavalli    | Inge Bonthond       | Martino Latupeirissa | Bertus Borgers    |
| David Hollestelle | Gus Genser             | Gerard van Doorn   | Anna Dekkers        |                      | Boris van der Lek |
| Rob Imker         | Rob van der List       | Rudy Englebert     | Ella Elbersen       |                      |                   |
| Erwin Java        | Manuel Lopes           | Renee van de Graaf | Ellen Piebes        |                      |                   |
| Ferdi Karmelk     | Anthony Del Monte Lyon | Walter Langdon     | Ria Ruiters         |                      |                   |
| Dany Lademacher   | Cees Meerman           | Lourens Leeuw      | Lies Schilp         |                      |                   |
| Bernard Reinke    | Ad van der Ree         | Ivo Severijns      | Robbie Schmitz      |                      |                   |
| Erik de Zwaan     | Peter Walrecht         | Peter van Straten  | Monica Tjen A Kwoei |                      |                   |
|                   |                        | Gerrit Veen        | Gina de Wit         |                      |                   |
|                   |                        |                    | Floor van Zutphen   |                      |                   |

## Discografie

### Albums
- Street (1977)
- Shpritsz (1978)
- Cha Cha (1978)
- Go Nutz (1980)
- Wait a Minute... (1980)(uitgebracht als solo-elpee van Herman Brood)
- Modern Times Revive (1981)
- Frisz & Sympatisz (1982)
- The Brood (1984)
- Bühnensucht/Live (1985)
- Yada Yada (1988)
- Hooks (1989)
- Freeze (1990)
- Saturday Night Live! (1992)
- Fresh Poison (1994)
- Back On The Corner (1999)
- Ciao Monkey (2000)
- The final (2006)
- Kidstuff (2006)
- Out of Heaven (2016)

### NPO Radio 2 Top 2000
| Nummers met noteringen in de NPO Radio 2 Top 2000 | '99 | '00  | '01 | '02 | '03 | '04 | '05 | '06 | '07  | '08 | '09  | '10 | '11 | '12  | '13  | '14  | '15  | '16  | '17  | '18  | '19  | '20  | '21  | '22  | '23  | '24  |
| ------------------------------------------------- | --- | ---- | --- | --- | --- | --- | --- | --- | ---- | --- | ---- | --- | --- | ---- | ---- | ---- | ---- | ---- | ---- | ---- | ---- | ---- | ---- | ---- | ---- | ---- |
| I Love You Like I Love Myself (met Herman Brood)  | -   | -    | -   | -   | -   | -   | -   | -   | -    | -   | -    | -   | -   | -    | -    | -    | -    | 1994 | 1973 | 1756 | 1678 | 1773 | 1496 | 1809 | 1867 | -    |
| Never Be Clever (met Herman Brood)                | 744 | 1039 | 668 | 631 | 970 | 707 | 901 | 873 | 1243 | 891 | 818  | 903 | 713 | 769  | 703  | 776  | 706  | 693  | 689  | 652  | 721  | 660  | 697  | 772  | 828  | 895  |
| Saturday Night (met Herman Brood)                 | 245 | 419  | 161 | 142 | 170 | 139 | 204 | 100 | 210  | 141 | 135  | 124 | 134 | 162  | 178  | 169  | 154  | 136  | 141  | 175  | 175  | 155  | 166  | 191  | 201  | 211  |
| Still Believe (met Herman Brood)                  | -   | -    | -   | -   | -   | -   | -   | -   | 1364 | -   | 1035 | 930 | 848 | 1141 | 1250 | 1060 | 1179 | 1402 | 1591 | 1740 | 1568 | 1598 | 1619 | 1905 | 1887 | 1801 |

1. ↑  Een '-' betekent dat het nummer niet was genoteerd en een vetgedrukt getal geeft de hoogste notering van een nummer aan.

### Dvd's
| Dvd's met hitnoteringen in de DVD Top 30 | Datum van verschijnen' | Datum van binnenkomst | Hoogste positie | Aantal weken | Opmerkingen                                             |
| ---------------------------------------- | ---------------------- | --------------------- | --------------- | ------------ | ------------------------------------------------------- |
| Cha cha                                  | 2001                   | 11-08-2001            | 4               | 3            | met Herman Brood, Nina Hagen, Lene Lovich & Les Chapell |
| Live at Rockpalast 1978 + 1990           | 2012                   | 04-02-2012            | 15              | 5            | met Herman Brood                                        |